# 김동원 (1985년)
김동원(1985년 8월 20일~)은 대한민국의 기업인이다. 한화생명 사장이다.

## 생애
미국의 명문 세인트 폴 고등학교 졸업 후 예일 대학교를 동아시아학 전공으로 졸업했다.
예일대 졸업 후 2014년 한화그룹에 매너저 신분으로 입사, 이후 그룹 경영기획실 디지털팀에서 경력을 쌓았다.
2015년 한화생명 전사혁신팀 부실장으로 임명받아, ‘핀테크(fintech·금융과 정보 기술을 접목한 신산업)’사업을 주도했으며 , 국내에서 유일하게 인터넷은행 ‘K뱅크’에 지분 10%로 참여해 보험 판매채널을 넓히기도 했다
이후 미래혁신담당, 해외총괄담당직을 거쳐 2019년부터 최고디지털전략책임자(CDSO)를 맡아 한화생명을 포함한 한화그룹 금융계열사의 디지털 전환을 이끌어 왔고,
현재는 최고글로벌책임자(CGO)로서 한화생명의 글로벌 사업을 이끌고 있다.
김동원 사장 재임 이후 한화생명 베트남 법인은 진출 15년만에 누적 흑자를 달성, 해외에서 배당을 실시한 첫 보험사 해외법인으로 성장했다. 한화생명은 2024년 한국 보험사로서는 최초로 해외(인도네시아) 은행업에 진출했다

## 경력
- 2023년: 한화생명 최고글로벌책임자, 사장
- 2021년: 한화생명 최고디지털전략책임자, 부사장
- 2020년: 한화생명 최고디지털전략책임자, 전무
- 2019년: 한화생명 최고디지털전략책임자, 상무
- 2017년: 한화생명 디지털혁신실 상무
- 2016년: 한화생명 전사혁신실 상무
- 2015년: 한화생명 전사혁신실 부실장
- 2014년: 한화 경영기획실 디지털팀 팀장

## 사건 사고
- 뺑소니 사건 :
2011년 교통사고를 낸 뒤 아무런 구호조치를 하지 않고 도주한 혐의로 적발돼 법원으로부터 벌금 700만 원의 약식 명령을 받았다.
- 약물 사건 :
2014년 2월 대마초를 피운 혐의로 기소됐다. 그는 2010년부터 2012년까지 주한미군 사병이 군사우편으로 밀반입한 대마초 가운데 일부를 지인에게서 건네받아 4차례 피운 혐의를 받았다. 이 사건으로 1심 재판에서 징역 8월에 집행유예 2년과 함께 약물치료 강의 수강 명령을 받았다.
- 청계산 사건 :
김동원은 지난 2007년 3월 서울 청담동 가라오케에서 북창동 S클럽 종업원 일행과 시비가 붙어 다쳤다. 이에 아버지인 김승연 회장은 자신의 경호원과 사택 경비용역업체 직원 등 다수의 인력을 동원해 현장으로 갔고, 자신의 아들과 싸운 S클럽 종업원 4명을 차에 태워 청계산으로 끌고가 폭행했다. 김 회장은 1심에서 징역 1년 6월의 실형이 선고됐으나 항소심에서 징역 1년6월에 집행유예 3년, 사회봉사명령 200시간으로 감형돼 경영일선에 복귀했다.

## 같이 보기
- 김승연
- 김동관
- 김동선